# 光荣级导弹巡洋舰
1164型巡洋舰（英文：Type project 1164 Cruiser，北约代号：Slava Class Cruiser，中文：光荣级巡洋舰，译文：“阿特兰”或“宇宙神”）是苏联和俄罗斯海军隶下的大型传统动力攻击巡洋舰。

## 簡介
光荣级导弹巡洋舰滿載排水量近12,000噸，艦艇長186.5米，寬20.8米，最大吃水深度7.6米，採用燃气轮机推進方式，動力系統為兩台M-70巡航用燃起輪機、兩台廢氣循環巡航用鍋爐，以及四台M8KF加速用燃氣輪機，最大航速32節，最大航行距離7,500浬，巡航時間30天，艦員476人，屬世界上少數現存的巡洋艦種類。本級艦共有6艘，完工入役3艘，在建1艘，蘇聯解體後取消2艘。在建的共青團員號（Комсомолец）完工度達95%，於蘇聯解體後由烏克蘭繼承，实际上已停工數十年並放棄修建；而一號艦莫斯科号巡洋艦是黑海艦隊旗艦，已於2022年4月14日沉沒；二號艦烏斯基諾夫元帥號配屬於北方艦隊；三號艦瓦良格號巡洋艦是太平洋艦隊旗艦。

## 设计历史
光榮級巡洋艦從1960年代末期開始設計。為了安裝大量P-500飛彈玄武岩/SS-N-12沙箱反艦飛彈和減低傳統巡洋艦的建造成本，並且希望能代替昂貴的基洛夫級飛彈巡洋艦，本專案延遲很長時間。由於武器系統出問題，之後本艦規劃為多功能艦，所有船艦都在烏克蘭尼古拉耶夫的61名公社社员船塢建造。本艦生產建造晚於卡拉級巡洋艦，可視為拉長版的卡拉級。
原本設計是 BLACKCOM 1（黑海戰鬥 1）版，後來又據此設計Krasina級以彌補光榮級下水前的戰力空窗；SS-N-12發射架改成8°度仰角朝前方設置，所以不能在海上裝填飛彈；直昇機平台是一個撐起的平台，比艦寬窄一半、再用一個更窄的小平台和機庫連結。GlobalSecurity 評論說該設計是「用大量易燃物建造的過度設計品，損管能力很差。」，西方觀察家則評論認為此款巡洋艦沒有任何革新，遠不如基洛夫級當初給西方帶來的震撼。
在2010年，俄国提出對现役舰規劃升级的方案，而将乌克兰擁有的半完成舰完工并供给俄海军的计划也在探讨。瓦良格號被外界普遍相信裝有P-500玄武岩導彈的後續型P-1000「伏爾甘」，據說屬同級艦的莫斯科號亦有配備。

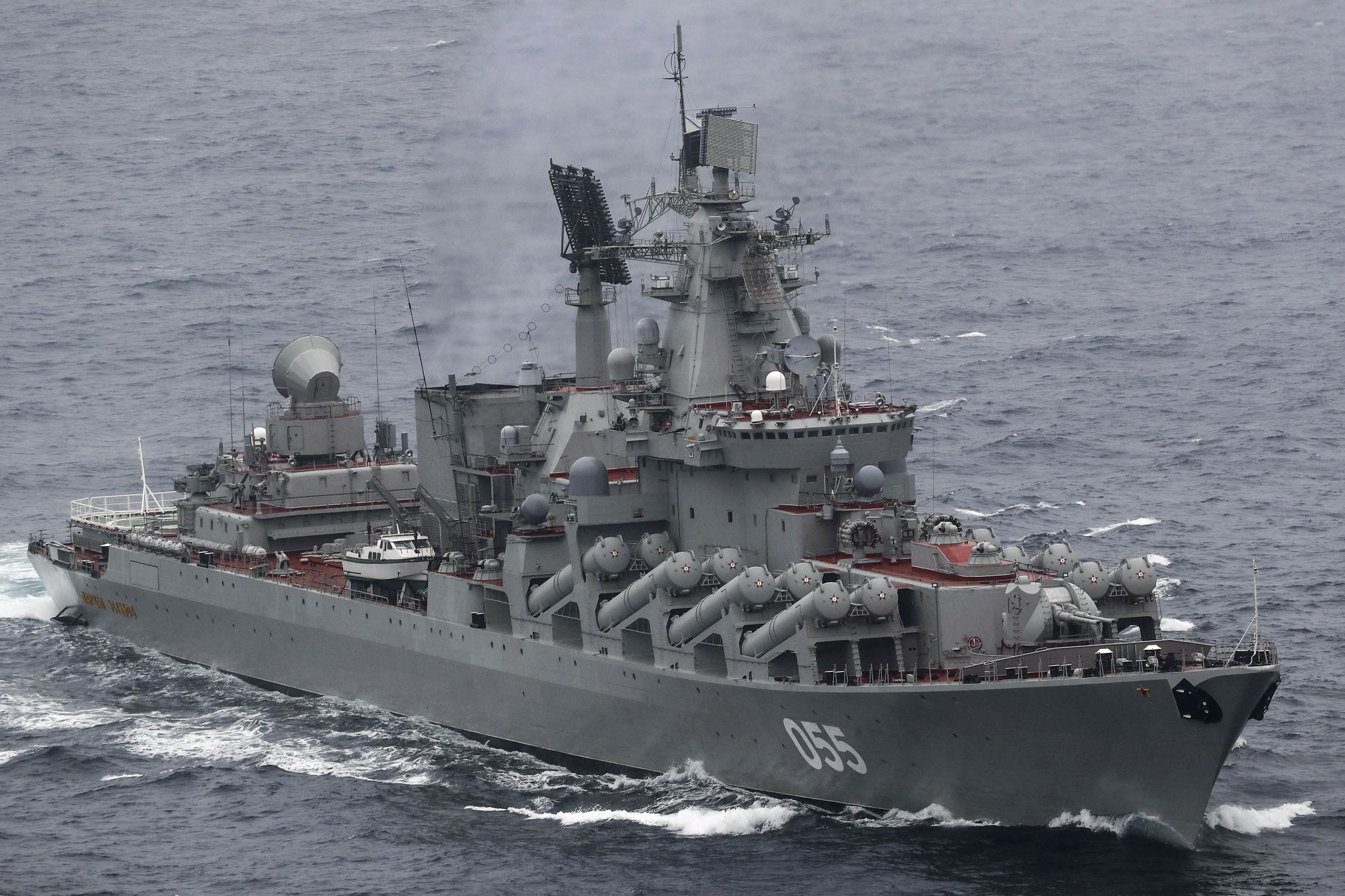
烏斯季諾夫元帥侧面照
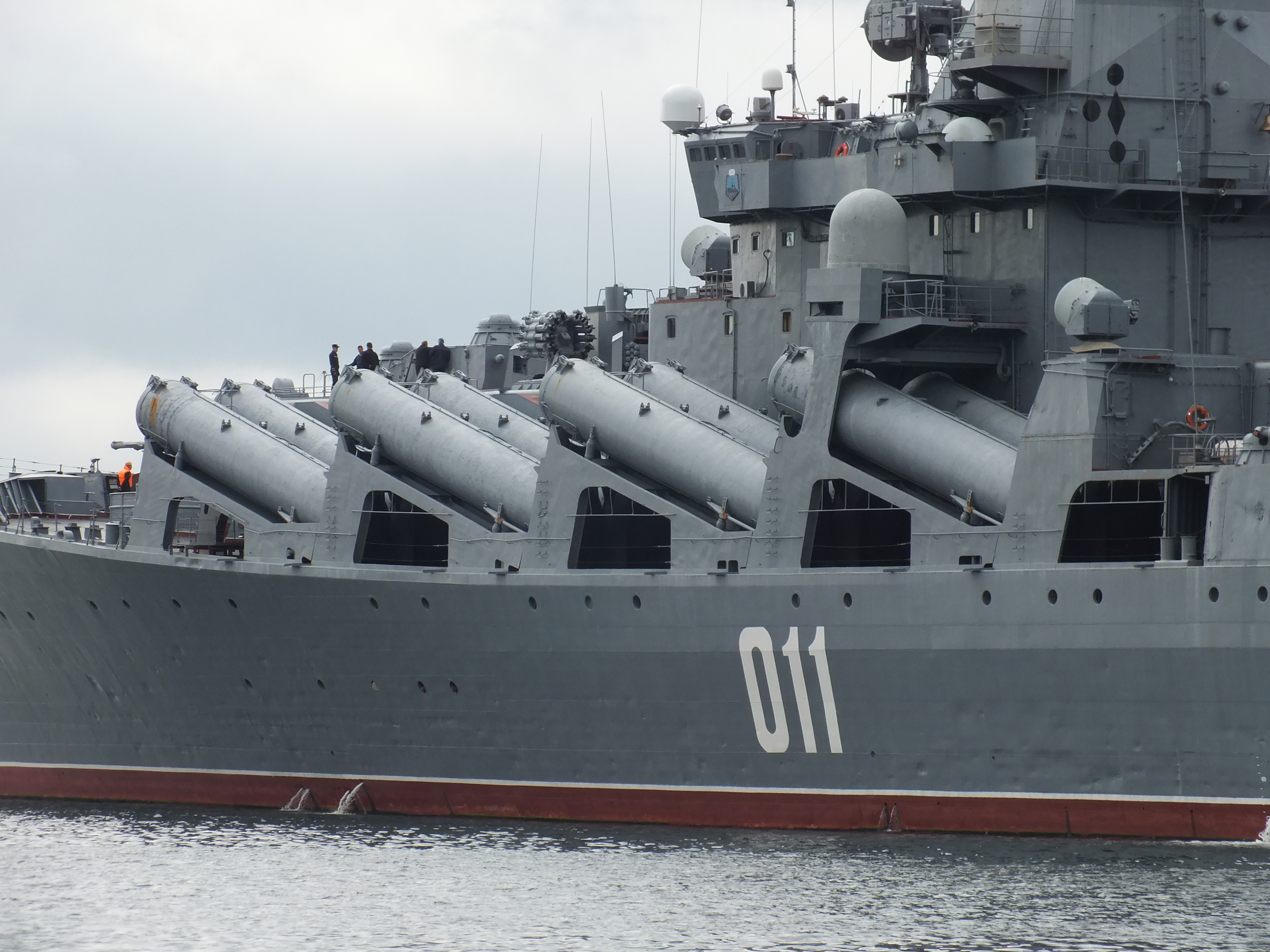
SS-N-12飛彈發射架（瓦良格号）
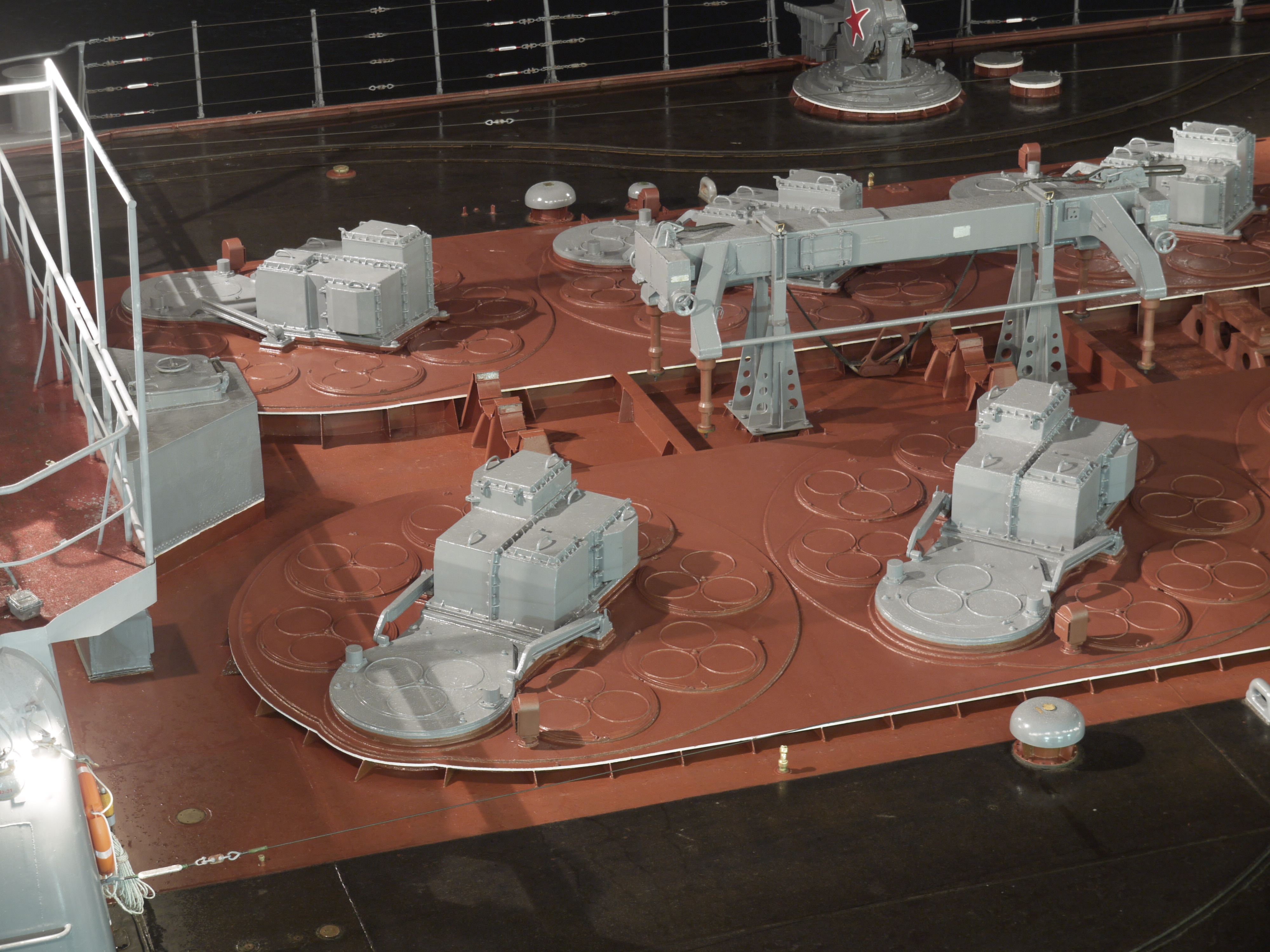
SA-N-6垂直发射系统（瓦良格号）
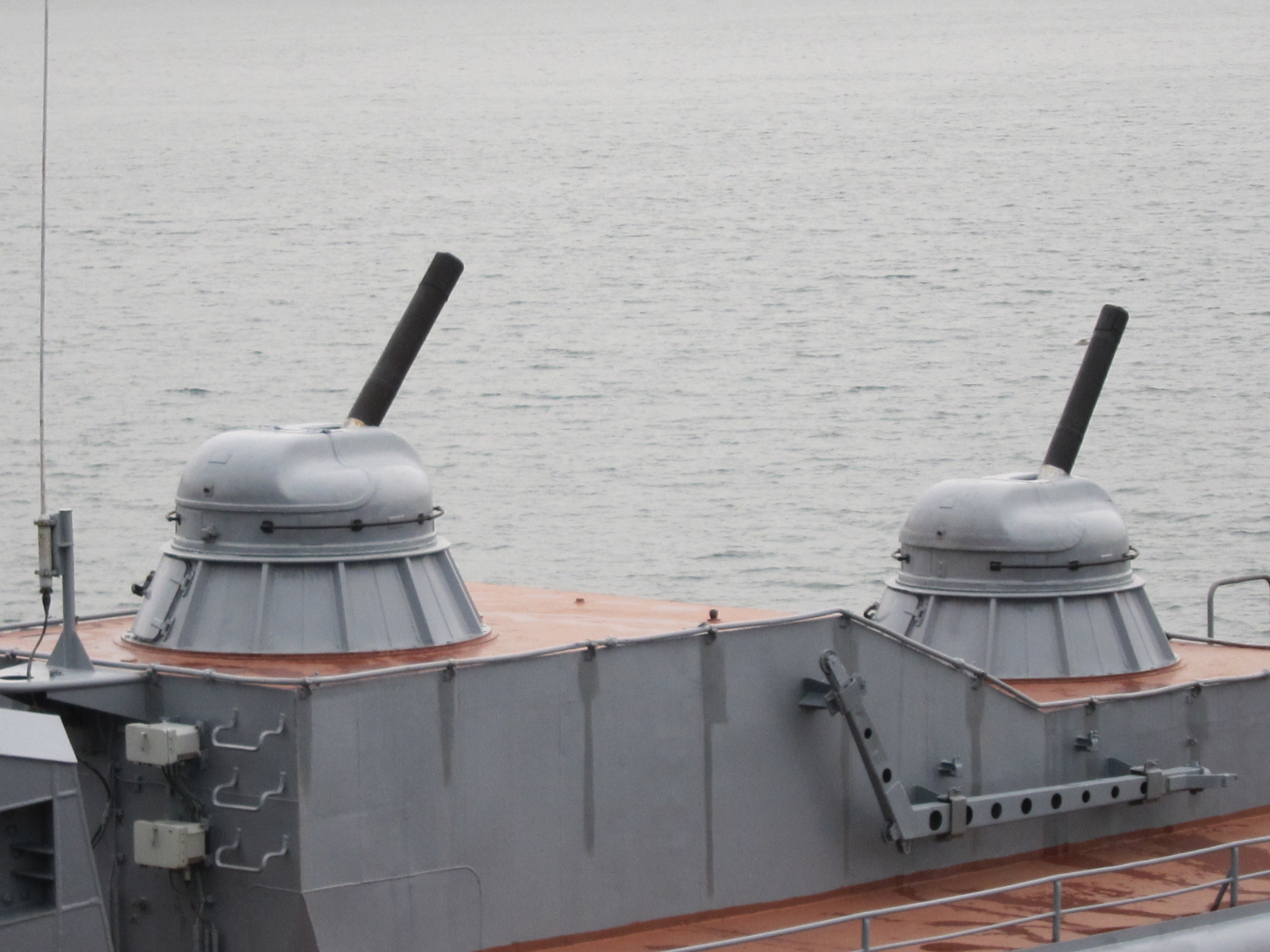
AK-630近防砲（瓦良格号）
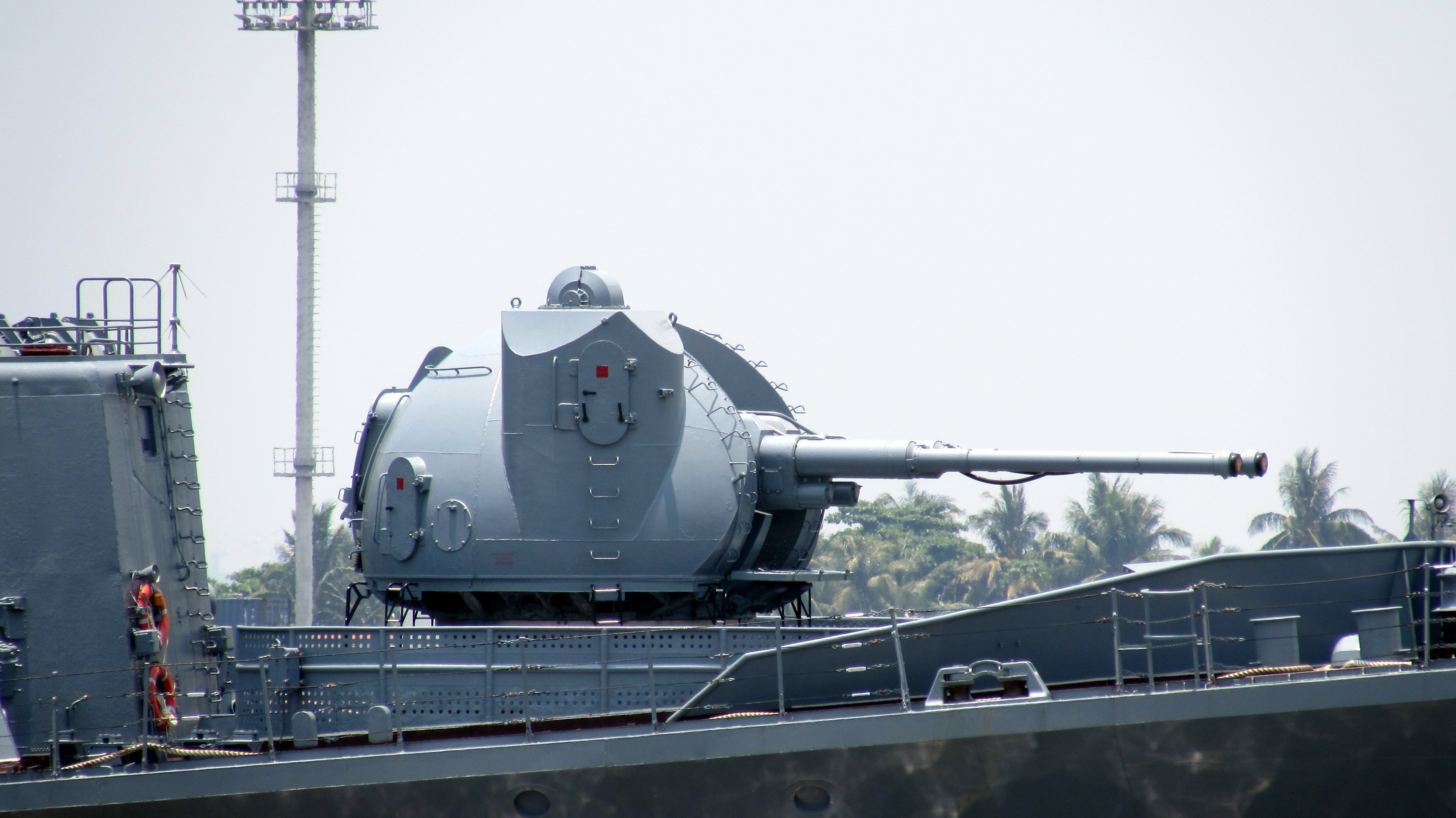
AK-130主砲（瓦良格号）
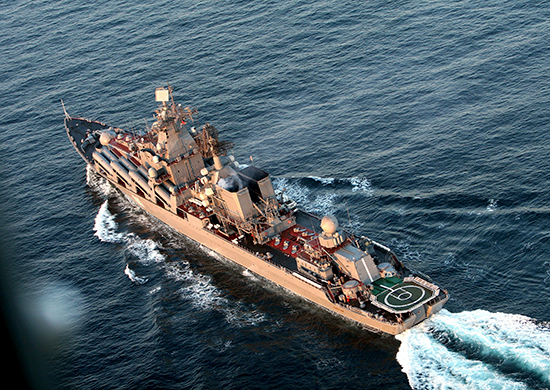
瓦良格號俯視照

## 艦艇狀態
| 原始船名                     | 改名                 | 舷號 | 开工时间      | 下水时间      | 服役时间       | 隸屬               | 狀況 |
| ---------------------------- | -------------------- | ---- | ------------- | ------------- | -------------- | ------------------ | --- |
| （光荣号）                   | （莫斯科號）         | 121  | 1976年11月5日 | 1979年7月27日 | 1982年12月30日 | 黑海艦隊（前旗艦） | 2022年4月13日莫斯科號巡洋艦沉沒 |
| （洛博夫海军元帅號）         | （乌斯季诺夫元帅号） | 055  | 1978年10月5日 | 1982年2月25日 | 1986年9月15日  | 北方艦隊           | 2012年將被轉移到太平洋艦隊，2013年開始在俄羅斯遠東濱海邊疆區大卡緬市的“紅星”造船廠接受現代化升級改裝工程，2016年12月24日完成改裝測試後，離開北德文斯克茲韋茲多奇卡船廠返回北莫尔斯克。 |
| （红色乌克兰号）             | （瓦良格號）         | 011  | 1979年7月31日 | 1983年8月28日 | 1989年12月25日 | 太平洋艦隊（旗艦） | 2008年完成翻修 |
| （共青团员号）               | 烏克蘭號             |      | 1984年8月29日 | 1990年8月11日 |                |                    | 可以浮航，完成96%后停工後，閑置在烏克蘭至今；有關方面於2019年9月決定出售此艦，去向未明                                                                                                 |
| （俄罗斯号）                 | （十月革命号）       |      | 1988年        |               |                |                    | 冷戰結束後取消建造 |
| （戈尔什科夫苏联海军元帅号） |                      |      |               |               |                |                    | 冷戰結束後取消建造 |

## 外部連結
- . Warships on the Web.   [2007-02-27]. （原始内容存档于2007-02-20）.
- . Federation of American Scientists.   [2007-02-27]. （原始内容存档于2007-02-24）.
- . Airwing Kuznetsov.   [2007-02-27]. （原始内容存档于2007-07-03）.
- . Cruiser Moskva.   [2007-09-02]. （原始内容存档于2007-10-22）.
- . Encyclopedia of Ships (Russian language).   [2007-02-27]. （原始内容存档于2007-03-12）.